# Maliq
Maliq es un municipio y villa en el condado de Korçë del este de Albania.
El actual municipio se formó en 2015 mediante la fusión de los antiguos municipios de Gorë, Libonik, Maliq, Moglicë, Pirg, Pojan y Vreshtas, que pasaron a ser unidades administrativas. El ayuntamiento tiene su casa consistorial en la villa de Maliq. La población total del municipio es de 41 757 habitantes (censo de 2011), en un área total de 656.34 km². La población en sus límites de 2011 era de 4290 habitantes. La unidad administrativa abarca la villa de Maliq y los pueblos de Kolanec, Goce, Gjyras, Bickë, Fshat Maliq y Plovisht.
Es la segunda localidad más importante del distrito tras la capital Korçë, de la cual dista 11 km. Antes de la Segunda Guerra Mundial era un pantano, pero fue drenado por los comunistas dentro de los planes para mejorar la agricultura de la zona. Durante la segunda mitad del siglo XX esta localidad destacó por tener una importante fábrica de azúcar, cuyo cierre ha provocado un gran desempleo.